# Csongvai Áron
Csongvai Áron (Budapest, 2000. október 31. –) kétszeres magyar válogatott labdarúgó, jelenleg a svéd első osztályú AIK játékosa.

## Pályafutása

### Klubcsapatokban
A Vasas utánpótlás csapataiban nevelkedett.

#### Újpest
2016-ban az Újpesthez került, ahol 38 mérkőzést a negyedosztályban játszott. 2019-ben kölcsönbe került Vácra, de itt csak egy mérkőzésen lépett pályára. 2020. január 25-én kölcsönből visszatérve, a Debrecen elleni 4–0-ra elveszített mérkőzésen – csereként beállva – debütált az első osztályban. 2019 októbere óta 104 tétmeccsen játszott a csapatban, ezeken 10 gólt szerzett és 5 gólpasszt adott, 2022-től csapatkapitány volt.

#### Fehérvár
2023. február 14-én jelentették be, hogy a Fehérvár csapatába szerződött. Február 18-án a Puskás Akadémia ellen 1–1-re végződő bajnoki mérkőzésen szerezte első gólját a Vidiben.

#### AIK
2025. február 13-án jelentették be, hogy a svéd AIK 2027. december 31-ig szóló szerződést kötött vele.

### A válogatottban
Az U21-es válogatottban 2021. szeptember 2-án az Izrael elleni Eb-selejtező mérkőzésen mutatkozott be.
2022. november 10-én Vécsei Bálint sérülése miatt Marco Rossi szövetségi kapitány meghívta őt a Luxemburg és a Görögország elleni barátságos mérkőzésekre a válogatott keretébe, pályára azonban nem lépett.

## Statisztika

### Klubcsapatokban
2025. augusztus 17-i állapot szerint.
| Klub                     | Szezon         | Bajnokság      | Bajnokság | Bajnokság | Kupa  | Kupa  | Nemzetközi | Nemzetközi | Egyéb | Egyéb | Összesen | Összesen |
| Klub                     | Szezon         | Liga           | Mérk.     | Gólok     | Mérk. | Gólok | Mérk.      | Gólok      | Mérk. | Gólok | Mérk.    | Gólok    |
| ------------------------ | -------------- | -------------- | --------- | --------- | ----- | ----- | ---------- | ---------- | ----- | ----- | -------- | -------- |
| Újpest II                | 2017–18        | BLSZ I         | 1         | 0         | —     | —     | —          | —          | —     | —     | 1        | 0        |
| Újpest II                | 2018–19        | BLSZ I         | 25        | 5         | —     | —     | —          | —          | —     | —     | 25       | 5        |
| Újpest II                | 2019–20        | BLSZ I         | 12        | 7         | —     | —     | —          | —          | —     | —     | 12       | 7        |
| Újpest II                | 2020–21        | NB III         | 3         | 0         | —     | —     | —          | —          | —     | —     | 3        | 0        |
| Újpest II                | Összesen       | Összesen       | 41        | 12        | —     | —     | —          | —          | —     | —     | 41       | 12       |
| Újpest                   | 2019–20        | NB I           | 10        | 0         | 3     | 1     | —          | —          | —     | —     | 13       | 1        |
| Újpest                   | 2020–21        | NB I           | 28        | 2         | 4     | 1     | —          | —          | —     | —     | 32       | 3        |
| Újpest                   | 2021–22        | NB I           | 31        | 2         | 4     | 1     | 3          | 0          | —     | —     | 38       | 3        |
| Újpest                   | 2022–23        | NB I           | 18        | 1         | 3     | 2     | —          | —          | —     | —     | 21       | 3        |
| Újpest                   | Összesen       | Összesen       | 87        | 5         | 14    | 5     | 3          | 0          | —     | —     | 104      | 10       |
| Vác (kölcsönben)         | 2019–20        | NB II          | 1         | 0         | —     | —     | —          | —          | —     | —     | 1        | 0        |
| Vác (kölcsönben)         | Összesen       | Összesen       | 1         | 0         | —     | —     | —          | —          | —     | —     | 1        | 0        |
| Fehérvár                 | 2022–23        | NB I           | 12        | 1         | —     | —     | —          | —          | —     | —     | 12       | 1        |
| Fehérvár                 | 2023–24        | NB I           | 30        | 2         | 1     | 0     | —          | —          | —     | —     | 31       | 2        |
| Fehérvár                 | 2024–25        | NB I           | 18        | 1         | 1     | 0     | 4          | 0          | —     | —     | 23       | 1        |
| Fehérvár                 | Összesen       | Összesen       | 60        | 4         | 2     | 0     | 4          | 0          | —     | —     | 66       | 4        |
| Fehérvár II (kölcsönben) | 2023–24        | NB III         | 1         | 0         | —     | —     | —          | —          | —     | —     | 1        | 0        |
| Fehérvár II (kölcsönben) | Összesen       | Összesen       | 1         | 0         | —     | —     | —          | —          | —     | —     | 1        | 0        |
| AIK                      | 2025           | Allsvenskan    | 19        | 1         | 3     | 0     | 4          | 1          | —     | —     | 26       | 2        |
| AIK                      | Összesen       | Összesen       | 19        | 1         | 3     | 0     | 4          | 1          | —     | —     | 26       | 2        |
| Teljes karrier           | Teljes karrier | Teljes karrier | 210       | 22        | 19    | 5     | 11         | 1          | —     | —     | 239      | 28       |

1. 1 2 3  Mérkőzései az UEFA Konferencia Liga selejtezőjében.

### A válogatottban
| Magyarország | Magyarország | Magyarország |
| Év           | Mérk.        | Gólok        |
| ------------ | ------------ | ------------ |
| 2025         | 2            | 0            |
| Összesen     | 2            | 0            |

### Mérkőzései a válogatottban
| Magyarország | Magyarország     | Magyarország           | Magyarország | Magyarország | Magyarország | Magyarország | Magyarország | Magyarország |
| #            | Dátum            | Helyszín               | Hazai        | Eredmény     | Vendég       | Kiírás       | Gólok        | Esemény      |
| ------------ | ---------------- | ---------------------- | ------------ | ------------ | ------------ | ------------ | ------------ | ------------ |
| 1.           | 2025. június 6.  | Budapest, Puskás Aréna | Magyarország | 0 – 2        | Svédország   | barátságos   | -            | 61'          |
| 2.           | 2025. június 10. | Baku, Dalğa Arena      | Azerbajdzsán | 1 – 2        | Magyarország | barátságos   | -            | 85'          |
|              | Összesen         |                        |              | 2            | mérkőzés     |              | 0            | gól          |

## Sikerei, díjai
Újpest
- Magyar kupagyőztes (1): 2020–21